# 香川県道134号讃岐津田停車場線
香川県道134号讃岐津田停車場線（かがわけんどう134ごう さぬきつだていしゃじょうせん）は、香川県さぬき市を通る一般県道である。

## 概要

### 路線データ
- 起点：さぬき市津田町津田（高徳線 讃岐津田駅前）
- 終点：さぬき市津田町津田（津田町新町交差点、国道11号交点、香川県道122号津田引田線起点）
- 総延長：0.08 km

## 地理

### 通過する自治体
- さぬき市

### 交差する道路
| 交差する道路                     | 交差する場所 | 交差する場所            |
| -------------------------------- | ------------ | ----------------------- |
| 国道11号 香川県道122号津田引田線 | 津田町津田   | 津田町新町交差点 / 終点 |

### 沿線
- JR四国高徳線 讃岐津田駅